# Dana de Teffé
Dana Edita Fischerova de Teffé, nascida Dana Edita Fischerova (Checoslováquia, 4 de maio de 1921 — Brasil, c. 29 de junho de 1961), foi uma socialite e milionária, supostamente vítima de assassinato, cujo corpo, porém, nunca foi encontrado. O caso Dana de Teffé movimentou a opinião pública brasileira e o imaginário popular nos anos 1960.

## História
Nascida na antiga Tchecoslováquia, numa rica família judaica de Praga, Dana de Teffé teria passado por vários países antes de aportar no Brasil, no dia 30 de outubro de 1951. Na Itália, foi casada com o famoso militar e político fascista Ettore Muti; na Espanha, com Alberto Díaz de Lope Díaz, dentista, dono de uma das mais conceituadas clínicas de Madrid; e no México, com o jornalista mexicano Carlos Denegri. Segundo Carlos Heitor Cony - colunista do jornal Folha de S.Paulo -, além de bailarina clássica, ela teria sido "espiã de alemães, russos, ingleses e mexicanos" (sic). Ela falava seis idiomas.
Casou-se com o piloto automobilístico e diplomata brasileiro Manuel de Teffé, neto do barão de Teffé e do conde de Costa Pereira e bisneto do conde von Hoonholtz. Manuel de Teffé vinha de uma família muito rica.
Após a separação do casal, Dana, que continuou a usar o nome de casada, contratou o advogado Leopoldo Heitor de Andrade Mendes para cuidar de seus interesses. Supostamente, ambos mantinham uma relação amorosa.
Em 29 de junho de 1961, durante uma viagem pela Via Dutra, em direção a São Paulo, em companhia de Leopoldo Heitor, Dana de Teffé desapareceu. O advogado foi preso, julgado e condenado por assassinato. Ele contou três versões completamente diferentes para o desaparecimento de Dana. Leopoldo Heitor, munido de uma procuração, se apossou dos bens de Dana logo após o seu desaparecimento.
Leopoldo Heitor conseguiu fugir da prisão e, somente anos mais tarde, foi recapturado. A condenação do primeiro julgamento foi anulada e, num segundo julgamento, ele obteve a absolvição. O motivo foi a falta do corpo. De fato, o corpo de Dana nunca foi encontrado.
O cronista Carlos Heitor Cony volta e meia relembrava o caso em suas colunas. Em alusão aos vários mistérios insolúveis do Brasil, repetia o bordão: "Onde estão os ossos de Dana de Teffé?".